# ماكسيمو غونزاليس
ماكسيمو غونزاليس (بالإسبانية: Máximo González)‏ مواليد 20 يوليو 1983 في تانديل، الأرجنتين، هو لاعب كرة مضرب أرجنتيني يلعب باليد اليمنى بدأ مسيرته كمحترف عام 2002 ويحتل حالياً المرتبة رقم. 83 (4 أغسطس 2014) في تصنيف رابطة محترفي كرة المضرب.

## روابط خارجية
- ماكسيمو غونزاليس على موقع رابطة محترفي التنس (الإنجليزية)
- ماكسيمو غونزاليس على موقع الاتحاد الدولي لكرة المضرب (الإنجليزية)
- ماكسيمو غونزاليس على موقع كأس ديفيز (الإنجليزية)
- ماكسيمو غونزاليس على موقع خلاصة التنس.كوم (الإنجليزية)
- ماكسيمو غونزاليس على موقع اللجنة الأولمبية الدولية (الإنجليزية)
- ماكسيمو غونزاليس على موقع أوليمبيديا (الإنجليزية)
- ماكسيمو غونزاليس على موقع اللجنة الأولمبية الأرجنتينية (الإسبانية)